# Triaspis mervarki
Triaspis mervarki är en stekelart som beskrevs av Papp 1999. Triaspis mervarki ingår i släktet Triaspis och familjen bracksteklar. Inga underarter finns listade i Catalogue of Life.